# Der Neger Nobi
Nobi (ursprünglicher Titel bis zur 5. Auflage 1962: Der Neger Nobi) ist ein Kinderbuch von Ludwig Renn. Es wurde 1957 veröffentlicht und war in der DDR eine weitverbreitete Schullektüre.

## Handlung
Die Handlung spielt in einem afrikanischen Urwalddorf zur Zeit europäischer Sklavenhändler. Protagonist ist der Junge Nobi, dessen Vater von einem wütenden Nashorn getötet worden ist. Da seine Mutter Dula um ihren Mann trauert, wünscht sie sich für ihren Sohn einen guten Charakter. Davon erhofft sie sich, dass alle Tiere ihrem Kind fortan wohlgesinnt sind, sodass diesem das grausame Schicksal des Vaters erspart bleibt. Tatsächlich bildet sich Nobis Charakter auch durchweg positiv aus und sein Vertrauen erweckender Blick genügt, um alle Tiere und auch Menschen freundlich zu stimmen. Ausgestattet mit dieser ungewöhnlichen Gabe freundet sich Nobi mit einer Würgeschlange, einer Giftschlange, einem Gorillakind und dessen Vater sowie einem Nilpferd an. Aufgrund seiner Fähigkeit, sich mit Tieren gut zu stellen, und regelmäßiger Kletterpartien mit den Gorillas wird Nobi mit der Zeit zum unangefochtenen Anführer der Jungen im Dorf und eine Konkurrenz für die älteren Jäger, die es sich nicht bieten lassen können, dass ein Jüngerer den Jagdtrupp anführt.
Dula befragt daraufhin eine Wahrsagerin, da sie um Nobis Zukunft bangt. Die Rätselsprüche, die sie als Antwort erhält, deutet Nobi derart, dass es seine Bestimmung sei, ein Schmied zu werden. Deshalb lernt er in der Folgezeit bei zwei unterschiedlichen Meistern das Schmiedehandwerk. Da ihn der erste ausbeutet, wird dieser aus dem Dorf vertrieben. Der verstoßene Schmied  beneidet seinen ehemaligen Lehrling und will sich rächen, indem er zwei Männer schickt, die den Jungen ermorden sollen. Nach dem gescheiterten Attentat reift in Nobi der Wunsch, seine Kräfte gegen das Böse in der Welt einzusetzen. Als europäische Sklavenhändler ins Urwalddorf kommen, schmiedet Nobi die Eisenketten der Gefangenen absichtlich locker. Mithilfe dieser List und den Tieren aus dem Dschungel gelingt es Nobi, die Weißen aus dem Urwalddorf zu vertreiben und die Menschen seines Dorfes so vor der Versklavung zu retten. In der Zeit danach wird Nobi ein Meister der Schmiedekunst und weigert sich standhaft, seinen guten Stand bei den Tieren des Urwalds für die Jagd zu missbrauchen. Kassab, ein fremder Zauberer, bittet Nobi schließlich darum, etwas gegen die Weißen zu tun, welche benachbarte Dörfer in die Sklaverei verkaufen. Mit seinen befreundeten Tieren als Begleitung zieht Nobi daraufhin los und begegnet unterwegs einem Elefanten, der zu seinem Reittier wird. Dem Jungen gelingt es mit seinem schweren Schmiedehammer, seinem Elefanten und seiner Giftschlange, ein weiteres Dorf aus den Fängen der Sklavenhändler zu befreien. Die von ihm erschlagenen Männer stürzen den jungen Mann daraufhin in einen kurzen Gewissenskonflikt, bevor er erkennt, trotz der Anwendung von Gewalt richtig gehandelt zu haben. Ein weiteres Dorf befreit Nobi mit einer List – nämlich indem er seine Schlange als magisch ausgibt und behauptet, ein großer Anführer würde die Dörfer vereinen und die Sklavenjäger bedrohen.
Als dem König des unbenannten afrikanischen Landstriches, in dem das Kinderbuch spielt, Nobis Siege über die Sklavenhändler zu Ohren kommen, sieht der Machthaber Nobi als Bedrohung und möchte diesen in feindlicher Absicht an seinen Hof locken. Währenddessen errichten die Europäer an der Küste eine Burganlage. Gegen diese Festung soll Nobi, wie es die Berater des Königs fordern, zu Felde ziehen und dabei umkommen. Der Empfang bei Hofe sorgt allerdings dafür, dass Nobi dort die Gunst aller Menschen bei Hofe erwirbt, ein dreitägiges Gelage ausgerichtet und der Plan verworfen wird, Nobi gegen das neu errichtete Bollwerk der Weißen zu schicken. 
Nach dem Tod des Königs machen die Europäer dessen Thronfolger mit Alkohol gefügig, um so den Monarchen am Sklavenhandel seiner eigenen Untertanen beteiligen zu können. Nobis Giftschlange tötet nach wiederholter Untreue den zunächst vermeintlich geläuterten Verräter seines Volkes, sodass dessen Bruder zum neuen König gekrönt werden kann.
Nobi bricht infolgedessen zum Kriegszug gegen die Europäer auf, doch die Natur scheint sich schon – wie auch in Nobis Traum angedeutet – gegen diese gewandt zu haben. Die Festung ist bereits verlassen, als Nobis Soldaten dort eintreffen, und Nobi kann in Frieden in sein Dorf zurückkehren.

## Politische Botschaft
Im Gegensatz zu Rudyard Kiplings Werk Das Dschungelbuch aus dem Jahr 1894, das einige Parallelen zu Renns Kinderbuch aufweist, wird in Nobi eine dezidiert antikolonialistische Perspektive eingenommen. So heißt es auf der letzten Seite gleich einer abschließenden Moral:

„In anderen Ländern des heißen Erdteils war es nicht geglückt, die Weißen zu vertreiben. Dort hausten sie weiter und schleppten Sklaven in ferne Länder. Daher gab es unter dem Volk eine große Sehnsucht nach Befreiung, und wenn einer der alten Erzähler kam und die Geschichte von Nobi mit seinen Tieren vortrug, lauschte ihm jung und alt atemlos. Die Erzählung war alt, aber das Geschehen blieb für die Zuhörer jung, als wäre es erst gestern geschehen.“

Auffällig ist zudem, dass Nobi seine von der Sklaverei bedrohten Landsleute mit einem Schmiedehammer verteidigt und befreit. Die heroische Zurschaustellung dieses Werkzeugs ist in der Kunst des sozialistischen Realismus ein gängiges Symbol für die von kommunistischen Staaten propagierte Emanzipation der Arbeiterklasse von den kapitalistischen Unterdrückern.

## Textgeschichte
Die Entfernung der Wörter „Der Neger“ im Titel erfolgte 1962 in der DDR in der 8. Auflage, wobei nicht klar ist, ob mit oder ohne Einverständnis des Autors. Das Wort „Neger“ kommt im Text allerdings auch in den späteren Auflagen vor, wenn auch nur einmal im gesamten Buch.

## Hintergrund
Das Buch reiht sich in weitere von Renn verfasste Kinderbücher über Jungenschicksale in der Welt wie Trini – Die Geschichte eines Indianerjungen (1954) oder Camilo – Eine ungewöhnliche Geschichte aus Kuba, von einem tapferen kleinen Jungen und seinem Großvater (1963) ein.
Das Motiv des Hammers als Waffe der Befreiung findet sich bereits im Alten Testament. Die Israelitin Jaël tötete den Feind ihres Volkes, den kanaanitischen Feldherren Sisera mit einem Hammer.